# Chùa Đậu
Chùa Đậu (tên chữ: Thành Đạo tự 成道寺) là một ngôi chùa ở thôn Gia Phúc, xã Nguyễn Trãi, huyện Thường Tín, Hà Nội. Vì chùa thờ Bà Đậu hay Đại Bồ Tát Pháp Vũ nên chùa được gọi là chùa Đậu và còn có tên là Pháp Vũ tự.

## Lịch sử
Theo truyền thuyết, chùa được dựng dưới thời Bắc thuộc lần thứ hai (602 - 939), nhưng theo văn bia, chùa được xây dựng từ thời triều nhà Lý.

## Kiến trúc
Chùa đã được trùng tu nhiều lần. Theo văn bia tu tạo dựng năm Dương Hòa đời thứ 5 thì ngôi chùa này được tôn tạo vào thời nhà Lý, thế kỷ thứ 11. Ngoài ra chùa còn một đôi rồng đá thời nhà Trần cùng với nhiều viên gạch lớn thời nhà Mạc và một số bia có niên hiệu Sùng Khang (1566 - 1577).
Cũng theo tấm bia trên, có một lần trùng tu lớn vào năm 1635 đời vua Lê Thần Tông.
Chùa được xây dựng kiểu "nội công ngoại quốc". Tam quan chùa là một gác chuông đẹp, hai tầng tám mái với các đầu đao cong vút. Nhiều bộ phận gỗ được chạm khắc hình rồng, phượng và hoa lá.
Tầng trên treo quả chuông đúc năm Cảnh Thịnh thứ 9 (1801) thời nhà Tây Sơn.
Qua tam quan là một sân gạch rộng, hai bên có hai tòa giải vũ làm nơi nghỉ ngơi cho khách hành hương.
Tiền đường phía trước, nối liền với hai dãy hành lang hai bên và nhà tổ ở phía sau làm thành một khung vuông bao bọc lấy tòa thiêu hương và điện thờ Bà Đậu hay nữ thần Pháp Vũ.
Ở chùa Đậu có khá nhiều bia đá từ thế kỷ 16 đến thế kỷ 18.
Trong chùa có chiếc khánh đồng đúc năm 1774 với bài minh do Phan Trọng Phiên biên soạn. Ở đây còn hai tấm biển gỗ sơn son thiếp vàng khắc bài thơ nôm của chúa Trịnh Căn (1682 - 1709) và chúa Trịnh Cương (1709 - 1729).

## Tượng trong chùa
Đặc biệt là trong chùa còn có hai pho tượng của hai nhà sư Vũ Khắc Minh và Vũ Khắc Trường đã tu ở chùa vào khoảng thế kỷ 17, được tạo thành bằng cách bó sơn ta rồi quang dầu ra ngoài chính thi hài các nhà sư. Đầu năm 1983, Bảo tàng lịch sử Việt Nam đã được giao nhiệm vụ lập phương án thiết kế và thi công trùng tu hai pho tượng này. Khi chiếu tia X-quang, các nhà nghiên cứu còn thấy rõ xương cốt bên trong thi hài và kết luận rằng: không có vết đục đẽo, không có hiện tượng hút ruột, hút óc và các khớp xương dính chặt với nhau như thể tự nhiên. Đây là hai vị Thiền sư đắc đạo tại chùa, để lại toàn thân xá lợi. Xá lợi đốt không cháy, ngâm trong nước không tan.
Tượng thiền sư Vũ Khắc Minh đã được tu bổ với các kỹ thuật truyền thống như: bó, hom, lót, thí, mài và thếp với các nguyên liệu như sơn ta, vải màn, giấy dó, mạt cưa và đất. Tổng số lớp sơn và thếp vàng là 14 lớp. Trước khi tu bổ, tượng nặng 7 kg, sau khi tu bổ, tượng nặng 7,5 kg.
Pho tượng Vũ Khắc Trường đã bị hỏng nặng vào khoảng năm 1983 do am đặt tượng bị ngập sau trận lụt lớn. Tượng hồi đó đã được ông Vũ Văn Tuyền, cháu của thiền sư Vũ Khắc Trường đắp lại bằng đất và sơn ta. Tượng đã được các nhà nghiên cứu sắp xếp lại những xương bị gãy, xông thuốc hai lần và phủ xương bằng dung dịch PVC và đưa lại xương vào trong tượng và bao kín toàn tượng bằng sơn ta, giấy bản, vải màn, mạt cưa, đất và thếp bạc, chỗ dày nhất tới 22 lớp. Toàn bộ pho tượng sau khi tu bổ nặng 31 kg.